# Muchnice
Muchnice (prononciation [muxˈnit͡sɛ]) est un village de la gmina de Strzelce, du powiat de Kutno, dans la voïvodie de Łódź, situé dans le centre de la Pologne.
Il se situe à environ 10 kilomètres au nord-est de Kutno (siège du powiat) et 58 kilomètres au nord de Łódź (capitale de la voïvodie).
Sa population s'élevait approximativement à 250 habitants en 2006.

## Administration
De 1975 à 1998, le village était attaché administrativement à l'ancienne voïvodie de Płock.

Depuis 1999, il fait partie de la nouvelle voïvodie de Łódź.